# Triticum monococcum

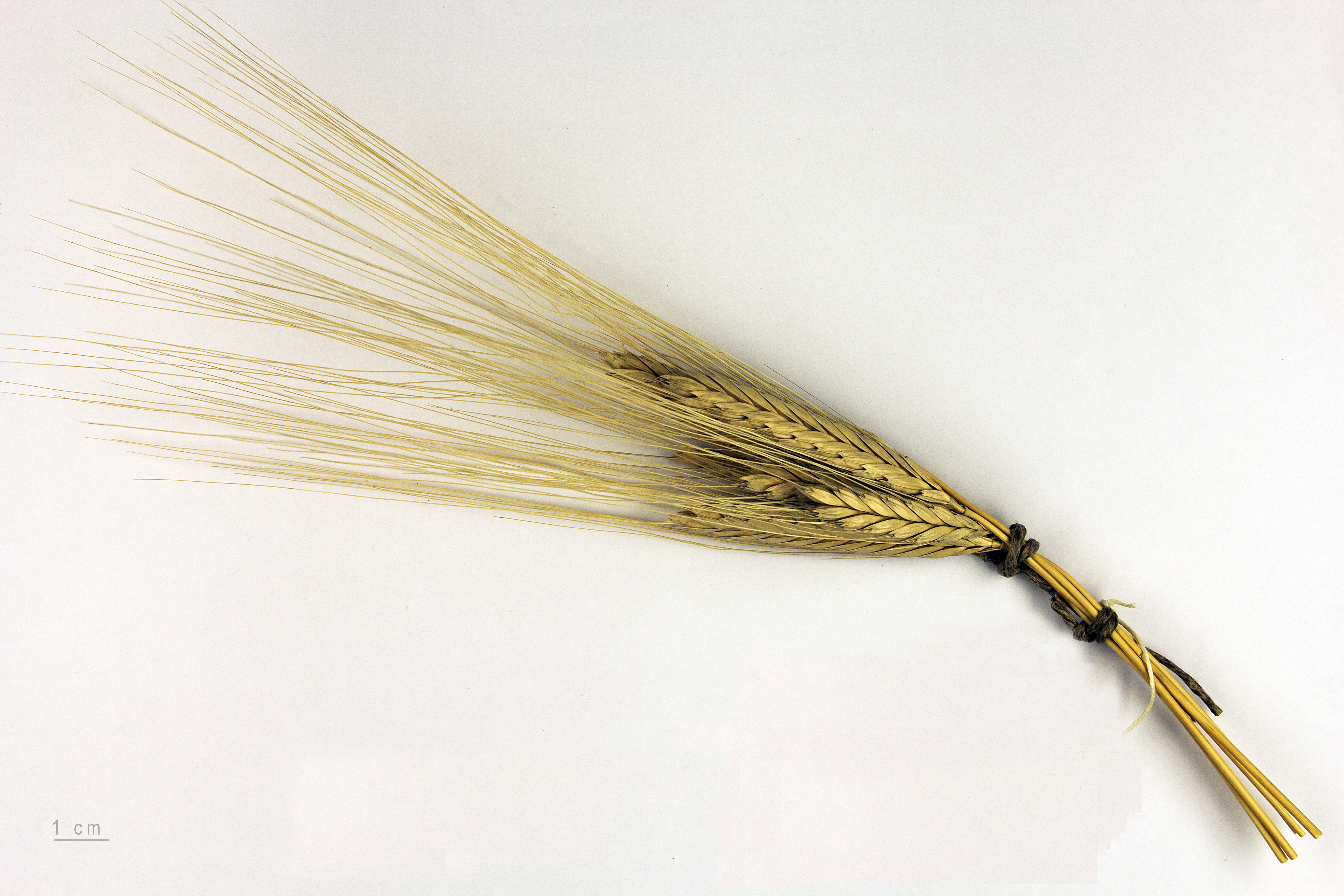
Triticum monococcum - MHNT

La escaña menor o escanda menor (Triticum monococcum) es una especie de la familia de los trigos (Triticum), y considerada como uno de los trigos antiguos. En Cataluña es conocido como espelta pequeña. Es una especie de trigo primitiva derivada de la escaña silvestre (Triticum boeoticum), por lo que también es llamada escaña cultivada. Antiguamente en España y otras partes de Europa, la escanda menor era sembrada para alimentar a las gallinas, e incluso se menciona como «mala hierba» en los sembradíos de trigo común en las investigaciones sobre asentamientos íberos en el Levante español. En la Antigüedad fue muy importante pero actualmente está casi extinta, ya que solo se preservan cultivos de esta especie en algunas zonas montañosas de Europa. Pertenece a los diploides debido a su conformación de 2n = 14 cromosomas.
En el intestino de Ötzi (hombre del 3300 a. C. encontrado en los Alpes italianos) se encontraron restos de este tipo de semilla.

## Nombres comunes
- escaña menor vellosa, carraón, escalla, escaña menor lampiña, esprilla.[2]